# عين البحيرية
عين البحيرية هي إحدى العيون الطبيعية في محافظة الأحساء في المنطقة الشرقية في السعودية، وتقع في حي المزروعية بمدينة الهفوف. تعدّ العين مصدرًا أساسيًا لسقاية أغلبيّة البساتين القريبة من المدينة، وهي أحد المعالم الثقافية والاجتماعية فيها.
تصنّف العين ضمن البحيرات ذات الحجم الصغير، ويقدّر معدّل تدفق المياه فيها ما بين ألفين وثلاث آلاف غالون، وفقًا للباحث فردريكو شمد فيدال في كتابة واحة الأحساء.

## الموقع
تقع البحيرة تحديدًا في غرب مدينة الهفوف، بالقرب من حي المزروعية والكوت القديم، وتعد جزئًا من واحة الأحساء، أكبر واحات السعودية، والتي باتت موقعًا تراثيًا عالميًا في اليونسيكو. توجد حولها عدّة مؤسسات حكومية، مثل مركز البريد، والأحوال العامّة، بالإضافة إلى بنوك ومدراس ومقابر.

## التاريخ
يقدّر عمر البحيرية، كما باقي عيون واحة الأحساء بعشرات آلاف السنين، وتعود أقدم وثيقة تذكر العين إلى القرن الخامس عشر، في ظل حكم الإمارة الجبرية والسلطان أجود بن زامل. قامت مؤسسة خالد أبو هشي بإنتاج أغنية حول العين، بعنوان «عين البحيرية الاحسائية»، وهي جزء من ألبوم «تراث فرقة الشرقية». في 2019، مثّل عين البحيرية فريق في بطولة الري لكرة القدم، وخرج من دور المجموعات.

## الإستخدامات
عين البحيرية جزء من شبكة الريّ التقليدية في المنطقة والتي تم إستبادلها بمشروع الري والصرف، ويقتصر استخدام مياهها على ريّ المزروعات والمحاصيل من قبل معظم القرى المجاورة لمدينة.

## انظر أيضًا

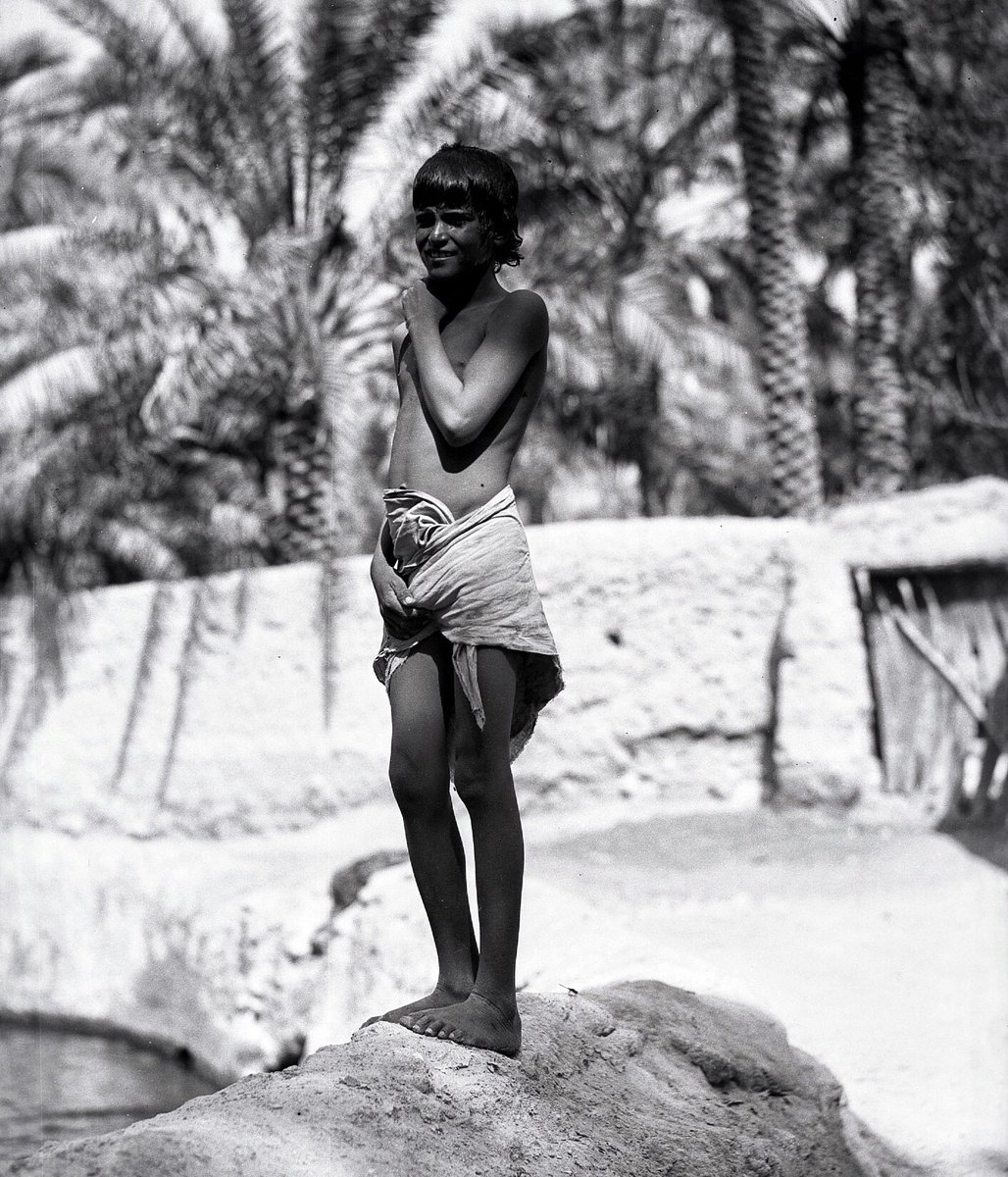
طفل في عين البحيرية